# Levriero russo
Il levriero russo o Borzoi è una razza canina di origine russa riconosciuta dalla FCI (Standard N. 193, Gruppo 10, Sezione 1).

## Storia

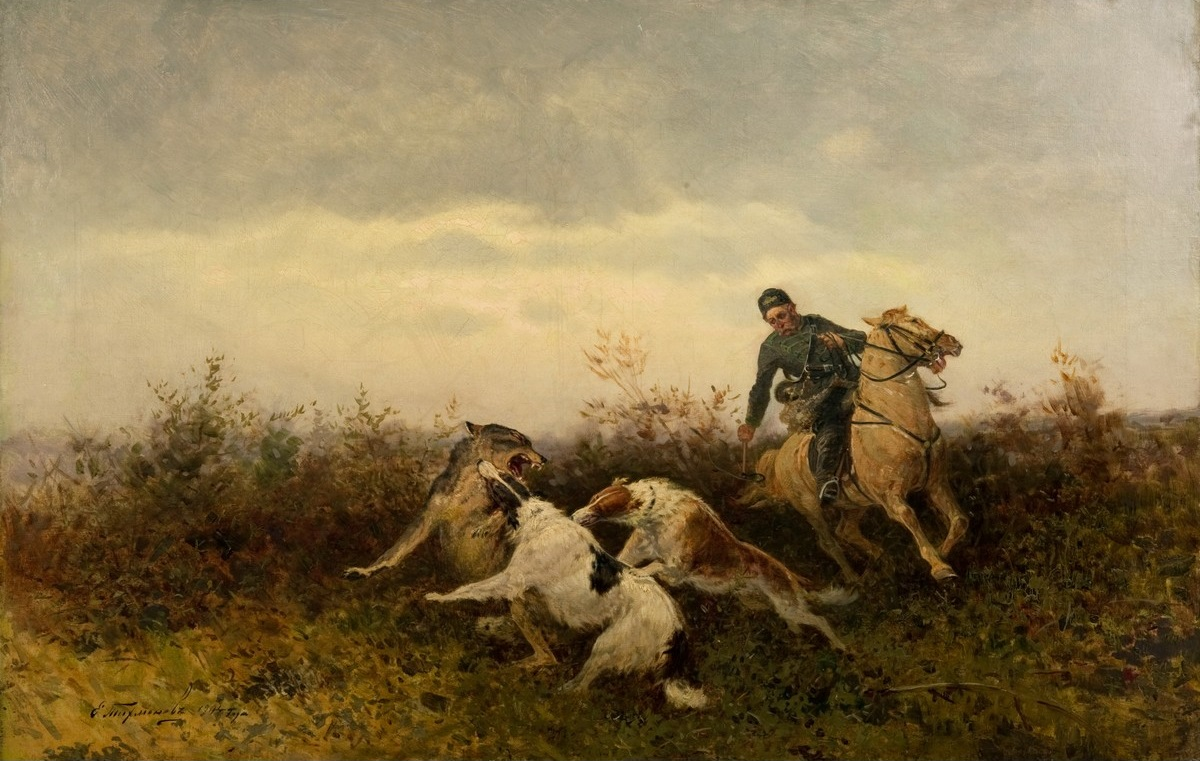
Caccia al lupo con i borzoi, Efim A. Tikhmenev (1904)

Per molti secoli la storia del levriero russo è stata legata alla storia degli Zar di Russia, non poteva essere acquistato ma solo donato dagli Zar. Il Granduca Nikolaj Nikolaevič ne fu un grande allevatore: nel suo canile privato ne possedeva centinaia.
Caratteristica  della razza è la specializzazione per la caccia ai lupi.
Con la caduta degli Zar il numero dei levrieri russi in Russia calò drasticamente dato che i bolscevichi misero in atto una campagna di sterminio, ma i nobili in fuga dalla rivoluzione russa riuscirono comunque a salvarli e ad esportarli nel resto d'Europa, garantendo così la sopravvivenza della razza.

## Temperamento
A dispetto della sua mole il levriero russo è un cane calmo e riflessivo, si scatena solo alla vista della selvaggina o quando gli si dà la possibilità di correre coi suoi simili. Non mostra aggressività o dominanza verso le persone e generalmente non sono cani territoriali, sono quindi inadatti alla guardia come la maggioranza dei levrieri.

## Curiosità
Il brano Mademoiselle Nobs, del film-concerto Pink Floyd: Live at Pompeii dei Pink Floyd (1972), è stato interpretato da un levriero russo di nome Nobs, di proprietà di un'artista di circo, una certa Madonna Bouglione.